# Twictée

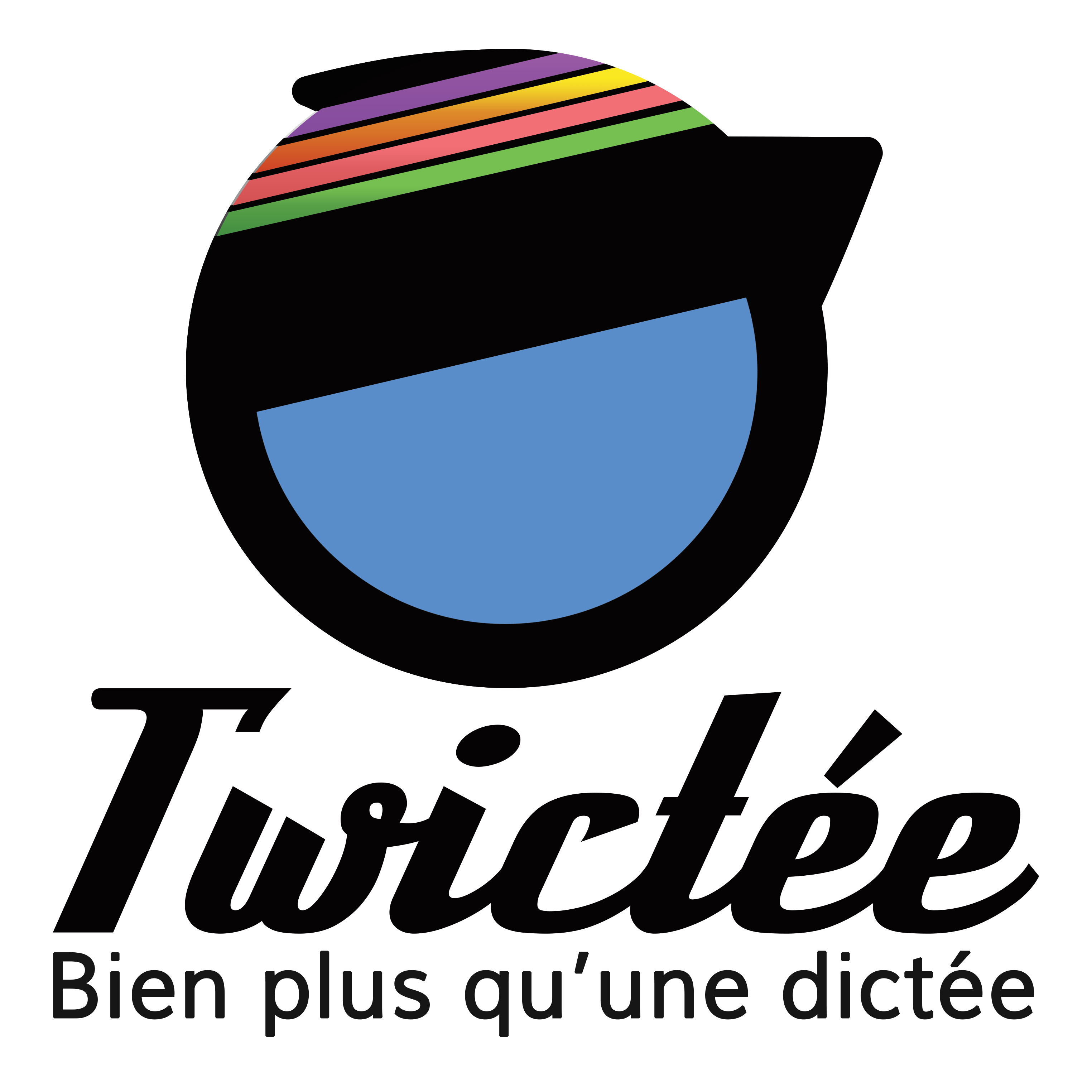
Logo officiel du dispositif Twictée

Twictée est un dispositif pédagogique collaboratif centré sur l’enseignement et l’apprentissage de l’orthographe. Il met en relation des classes francophones qui échangent de courtes dictées et des règles de correction produites par les élèves, grâce à l’utilisation d’un outil de microbloggage (Twitter essentiellement).
Le terme « twictée » est un mot-valise né de la fusion des termes Twitter et dictée. Par extension, il désigne également une dictée écrite avec moins de 140 caractères et partagée dans le cadre du dispositif.

## Principes pédagogiques

### Développer la vigilance orthographique
Le dispositif a été créé en France en 2013 par Fabien Hobart, alors conseiller pédagogique, avec l’aide de Régis Forgione, enseignant de CM2. Il s’appuie sur plusieurs principes pédagogiques qui permettent un enseignement efficace de l'orthographe : distinguer les savoirs reposant sur la mémorisation (l’orthographe lexicale) et ceux qui reposent sur l’analyse (l’orthographe grammaticale), mettre en place des activités qui mobilisent intellectuellement les élèves, pratiquer une évaluation positive...
Il s'agit avant tout de développer la « vigilance orthographique » des élèves, en les amenant à justifier leurs choix d'écriture et de correction. Ces deux activités effectuées à plusieurs permettent de rassurer les élèves dans un contexte où les erreurs aident à apprendre. Pour Fabien Hobart, « ils développent un sentiment de sécurité par rapport à l'exercice, ça dédramatise la question de l'orthographe ». 

### Éduquer aux usages du numérique
L’utilisation régulière d’un réseau social en classe permet également aux élèves de se confronter aux atouts et aux risques de ces pratiques, et renforce leur vigilance par rapport à Internet. Dans le cadre d’une éducation aux usages du numérique, cette sensibilisation peut s’accompagner de la rédaction d’une charte qui permet de lister les comportements à encourager et ceux à éviter. Selon Régis Forgione, « cet aspect est nécessaire pour leur avenir. Ils sauront comment se comporter sur les réseaux sociaux quand ils auront l’âge d’ouvrir un compte. »
Les échanges par réseau social prolongent et renouvellent l’idée de correspondance scolaire, que pratiquent les enseignants fonctionnant en pédagogie Freinet.

## Organisation et déroulement

### Participation
Le dispositif est ouvert à toutes les classes, du CP au collège. Les enseignants sont invités à s’abonner au compte Twitter @TwictéeOfficiel et inscrivent celui de leur classe via un document en ligne partagé. Les classes qui utilisent ainsi le réseau Twitter dans un but pédagogique sont appelées des « twittclasses ».

### Classe scribe et classe miroir
Une fois la participation validée, chaque classe est intégrée dans une équipe de niveau et mise en relation avec deux autres classes :
- une classe « scribe » qui envoie ses propres twictées négociées en groupes, et reçoit en retour les outils nécessaires à leurs corrections ;
- une classe « miroir » qui reçoit les twictées de groupes, puis rédige et envoie les outils nécessaires à leurs corrections.

### Twictées et twoutils
Une twictée se déroule en plusieurs étapes, étalées sur une période d’environ deux semaines.
La première étape du dispositif consiste en une dictée individuelle, sur papier, suivie d’un temps de négociation en groupe pour essayer d’écrire la phrase la plus correcte possible. Ces textes négociés sont envoyés à la classe miroir par voie électronique, en message privé.
Lors d’un deuxième temps, les élèves sont chargés de corriger les textes reçus de la classe scribe. Pour cela, ils doivent repérer les erreurs et rédiger en groupe des « twoutils », des mini-règles orthographiques d’aide à la correction. Il s’agit du moment-clé du dispositif, comme le souligne Bruno Mallet, un enseignant qui fait participer ses élèves à la Twictée : « La conception des twoutils permet aux enfants de réinvestir tout ce qu’ils ont vu en classe, en grammaire et en conjugaison. Ils vont chercher les règles de français correspondant aux erreurs dans leurs cahiers, dans des manuels d’orthographe… Les élèves sont à la fois acteurs et actifs. »
Dans les twoutils, les erreurs sont catégorisées à l’aide de hashtags (par exemple, « #AccordSV » pour signifier une erreur d’accord du verbe avec le sujet), des balises qui permettent une meilleure identification des erreurs et simplifient leur correction. Les twoutils sont adressés à la classe scribe et publiés sur le compte de la classe avec une exigence incontournable : « On ne fait pas d'erreur quand on écrit sur Twitter. »
La réception des twoutils de la classe miroir permet la correction des dictées de groupes et des dictées individuelles. En fin de quinzaine, une évaluation peut être menée à partir du texte initial, ou d’un texte aux difficultés similaires : on parle alors de dictée transfert.

## Communauté

### Collaboration entre enseignants
La préparation pédagogique des twictées en amont s’effectue également sur un mode collaboratif : les enseignants forment une communauté, les « twictonautes », qui utilisent des outils en ligne pour communiquer, s’entraider, échanger des documents et des pratiques... Le dispositif s’enrichit de ces échanges, et évolue twictée après twictée.
Initié avec trois classes, le dispositif reliait environ 400 classes francophones sur quatre continents en mai 2016.

### Soutien de l’Éducation nationale
Présenté au Salon européen de l’Éducation fin 2014, le dispositif est soutenu en France par l’Éducation nationale, qui l’a référencé dans la Bibliothèque des expérimentations pédagogiques.
Sélectionné pour la Journée de l’Innovation 2016, le projet Twictée présenté par l'école élémentaire La Chapelle de Freyming-Merlebach (située dans l'Académie de Nancy-Metz) a reçu le prix spécial de l'innovation le 30 mars 2016.

### Francophonie
Si la majorité des classes participantes sont situées en France, l’idée a également séduit des enseignants de classes francophones en Belgique, en Suisse, au Québec, au Togo ou aux États-Unis.
Les créateurs envisagent de développer l’idée vers les pays anglophones, sous l’appellation twictation.

### Twictée de rue

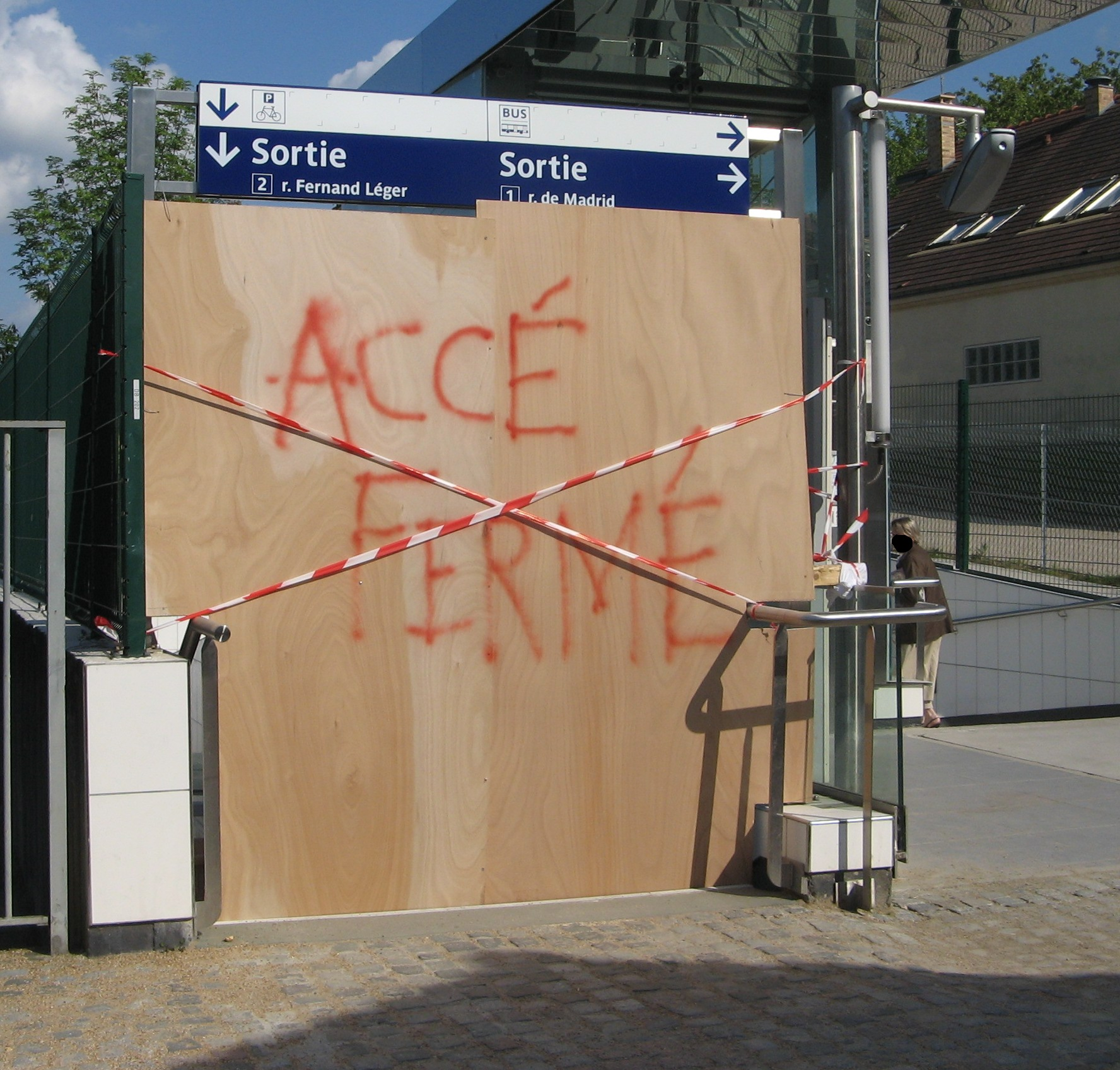
Exemple d'écrit pouvant servir de support à une twictée de rue

La twictée de rue prolonge le dispositif scolaire en invitant chaque internaute à repérer et à partager en ligne, en les corrigeant, les erreurs orthographiques croisées au quotidien : affichages, titres de presse, enseignes, etc.